# Bruno Mendes
Bruno Pereira Mendes (Cruzeiro, 2 agosto 1994) è un calciatore brasiliano, attaccante del Vila Nova in prestito dal Dep. Maldonado.
In patria è stato paragonato più volte a Careca e a Túlio.

## Caratteristiche tecniche
Attaccante veloce e dotato di un'affinata tecnica, il suo senso della posizione lo aiuta nel trovarsi al posto giusto in area di rigore.
Nel 2012 è stato inserito nella lista dei migliori calciatori nati dopo il 1991 stilata da Don Balón.

## Carriera

### Club

#### Guarani e poi Botafogo
Bruno Mendes muove i primi passi nella squadra del Guarani dove in dieci anni, milita in tutte le categorie della squadra biancoverde, dalle giovanili fino alla prima squadra. Debutta ufficialmente con la prima squadra il 21 gennaio in occasione del match del Campionato Paulista contro l'Oeste, subentrando a partita in corso. Realizza la sua prima rete con la squadra biancoverde il 15 marzo, in occasione del match di coppa con il Brasiliense. Rimedia la sua prima ammonizione in carriera il 15 aprile, durante la partita giocata a São Paulo contro il Botafogo SP. Esordisce in Série A il 14 luglio durante la partita con il Bragantino, giocata a Bragança Paulista.
A fine campionato la HAZ Sports Agency acquista una parte del cartellino del calciatore, mettendolo sotto contratto fino al 2017 e, con il consenso del Guarani, il calciatore passa in prestito al Botafogo sino a dicembre 2013. Debutta ufficialmente il 30 settembre, con i fogão, durante la partita di campionato giocata con il Bahia. Realizza la sua prima rete in campionato il 14 ottobre, durante la partita che vede come avversario il Grêmio.

### Nazionale
Appena diciassettenne, nel 2012 viene convocato con la Seleção verdeoro guidata da Ney Franco, per prender parte al trofeo delle Otto nazioni organizzato in Sudafrica; con 5 presenze e 3 reti diventa capocannoniere della squadra e contribuisce alla vittoria finale del torneo; cinque giorni più tardi realizza la sua prima doppietta, in carriera, ai danni del Vasco da Gama.
Nel 2013 partecipa con la Nazionale Under-20 di calcio del Brasile al Campionato sudamericano di calcio Under-20 2013. Non superando però la prima fase.

## Palmarès

### Club

#### Competizioni statali
- Campionato Carioca: 1

Botafogo: 2013
- Campeonato Paulista Série A2: 1

Guarani: 2018
- Campionato Goiano: 1

Vila Nova: 2025